# Australische Cricket-Nationalmannschaft in Indien in der Saison 2007/08
Die Tour der australischen Cricket-Nationalmannschaft nach Indien in der Saison 2007/08 fand vom 29. September bis zum 20. Oktober 2007 statt. Die internationale Cricket-Tour war Bestandteil der Internationalen Cricket-Saison 2007/08 und umfasste sieben ODIs und ein Twenty20. Australien gewann die ODI-Serie 4–2, Indien die Twenty20-Serie 1–0.

## Vorgeschichte
Für beide Mannschaften war es die erste Tour der Saison. Das letzte Aufeinandertreffen der beiden Mannschaften bei einer Tour fand in der Saison 2007 in Indien statt. Der Weltverband ICC beschloss Regeländerungen im ODI-Cricket, die ab dem 1. Oktober 2007 vorgesehen waren für diese Tour vorzuziehen.

## Stadien
Für die Tour wurden folgende Stadien als Austragungsorte vorgesehen und am 12. Juni 2007 bekanntgegeben.
| Stadion                                    | Stadt      | Kapazität | Spiele |
| ------------------------------------------ | ---------- | --------- | ------ |
| M. Chinnaswamy Stadium                     | Bengaluru  | 42.000    | 1. ODI |
| Sector 16 Stadium                          | Chandigarh | 30.000    | 4. ODI |
| Rajiv Gandhi International Cricket Stadium | Hyderabad  | 55.000    | 3. ODI |
| Jawaharlal Nehru Stadium                   | Kochi      | 75.000    | 2. ODI |
| Brabourne Stadium                          | Mumbai     | 25.000    | 1. T20 |
| Wankhede Stadium                           | Mumbai     | 33.000    | 7. ODI |
| Vidarbha Cricket Association Stadium       | Nagpur     | 45.000    | 6. ODI |
| IPCL Sports Complex Ground                 | Vadodara   | 20.000    | 5. ODI |

## Kaderlisten
Australien benannte seinen Kader am 20. Juli 2007.
Indien benannte seinen Kader am 18. September 2007.
| ODI | ODI | Twenty20 | Twenty20 |
| Indien | Australien | Indien | Australien |
| --- | --- | --- | --- |
| - Mahendra Singh Dhoni (K & wk) - Piyush Chawla - Rahul Dravid - Gautam Gambhir - Sourav Ganguly - Dinesh Karthik - Murali Kartik - Zaheer Khan - Irfan Pathan - Ramesh Powar - Harbhajan Singh - R. P. Singh - Yuvraj Singh - Shanthakumaran Sreesanth - Sachin Tendulkar - Robin Uthappa | - Ricky Ponting (K) - Nathan Bracken - Stuart Clark - Michael Clarke - Adam Gilchrist - Brad Haddin - Matthew Hayden - Ben Hilfenhaus - Brad Hodge - Brad Hogg - James Hopes - Mitchell Johnson - Brett Lee - Andrew Symonds - Adam Voges | - Mahendra Singh Dhoni (K & wk) - Ajit Agarkar - Gautam Gambhir - Dinesh Karthik - Irfan Pathan - Yusuf Pathan - Virender Sehwag - Joginder Sharma - Rohit Sharma - Harbhajan Singh - R. P. Singh - Yuvraj Singh - Shanthakumaran Sreesanth - Robin Uthappa | - Ricky Ponting (K) - Nathan Bracken - Stuart Clark - Michael Clarke - Adam Gilchrist (wk) - Brad Haddin - Matthew Hayden - Ben Hilfenhaus - Brad Hodge - Brad Hogg - James Hopes - Mitchell Johnson - Brett Lee - Andrew Symonds |

## One-Day Internationals

### Erstes ODI in Bangalore
| 29. September Scorecard | Bengaluru | Australien 307-7 (50) | – | Indien 9-1 (2.4) |
|                         |           | No Result             |   |                  |

### Zweites ODI in Kochi
| 2. Oktober Scorecard | Kochi | Australien 306-5 (50)          | – | Indien 222 (47.3) |
|                      |       | Australien gewinnt mit 84 Runs |   |                   |

### Drittes ODI in Hyderabad
| 5. Oktober Scorecard | Hyderabad | Australien 290-7 (50)          | – | Indien 243 (47.4) |
|                      |           | Australien gewinnt mit 47 Runs |   |                   |

### Viertes ODI in Mohali
| 8. Oktober Scorecard | Chandigarh | Indien 291-4 (50)         | – | Australien 283-7 (50) |
|                      |            | Indien gewinnt mit 8 Runs |   |                       |

### Fünftes ODI in Vadodara
| 11. Oktober Scorecard | Vadodara | Indien 148 (39.4)                | – | Australien 149-1 (25.5) |
|                       |          | Australien gewinnt mit 9 Wickets |   |                         |

Während des Spieles kam es zu rassistischen Zuschaueräußerungen des Publikums gegenüber dem australischen Spieler Andrew Symonds. Nachdem gleiches auch beim siebten ODI passierte, wurde das Sicherheitskonzept für das abschließende Twenty20 überarbeitet.

### Sechstes ODI in Nagpur
| 14. Oktober Scorecard | Nagpur | Australien 317-8 (50)          | – | Indien 299-7 (50) |
|                       |        | Australien gewinnt mit 18 Runs |   |                   |

### Siebtes ODI in Mumbai
| 17. Oktober Scorecard | Mumbai (WS) | Australien 193 (41.3)        | – | Indien 195-8 (46) |
|                       |             | Indien gewinnt mit 2 Wickets |   |                   |

## Twenty20 International in Mumbai
| 20. Oktober Scorecard | Mumbai (BS) | Australien 166-5 (20)        | – | Indien 167-3 (18.1) |
|                       |             | Indien gewinnt mit 7 Wickets |   |                     |

## Statistiken
Die folgenden Cricketstatistiken wurden bei dieser Tour erzielt.
| ODIs             | ODIs       | ODIs    | ODIs    | ODIs    | ODIs    | ODIs    | ODIs    | ODIs    |
| Batting          | Batting    | Batting | Batting | Batting | Batting | Batting | Batting | Batting |
| Spieler          | Mannschaft | Spiele  | Innings | Runs    | Average | HS      | 100s    | 50s     |
| ---------------- | ---------- | ------- | ------- | ------- | ------- | ------- | ------- | ------- |
| Andrew Symonds   | Australien | 7       | 6       | 365     | 73,00   | 107*    | 1       | 3       |
| Matthew Hayden   | Australien | 5       | 5       | 290     | 58,00   | 92      | 0       | 3       |
| Sachin Tendulkar | Indien     | 7       | 7       | 278     | 39,71   | 79      | 0       | 2       |
| Michael Clarke   | Australien | 7       | 6       | 222     | 37,00   | 130     | 1       | 1       |
| Adam Gilchrist   | Australien | 7       | 7       | 208     | 34,66   | 79*     | 0       | 2       |
| Bowling          |            |         |         |         |         |         |         |         |
| Spieler          | Mannschaft | Spiele  | Overs   | Wickets | Average | BBI     | 5W      | 10W     |
| Mitchell Johnson | Australien | 7       | 57      | 14      | 18,57   | 5/26    | 1       | 0       |
| Brad Hogg        | Australien | 7       | 54.3    | 11      | 22,63   | 4/49    | 0       | 0       |
| Sreesanth        | Indien     | 4       | 36      | 9       | 27,11   | 3/55    | 0       | 0       |
| Murali Kartik    | Indien     | 4       | 36.5    | 8       | 20,50   | 6/27    | 1       | 0       |
| Zaheer Khan      | Indien     | 7       | 61      | 8       | 44,37   | 2/61    | 0       | 0       |

| Twenty20        | Twenty20   | Twenty20 | Twenty20 | Twenty20 | Twenty20 | Twenty20 | Twenty20 | Twenty20 |
| Batting         | Batting    | Batting  | Batting  | Batting  | Batting  | Batting  | Batting  | Batting  |
| Spieler         | Mannschaft | Spiele   | Innings  | Runs     | Average  | HS       | 100s     | 50s      |
| --------------- | ---------- | -------- | -------- | -------- | -------- | -------- | -------- | -------- |
| Ricky Ponting   | Australien | 1        | 1        | 76       | 76,00    | 76       | 0        | 1        |
| Gautam Gambhir  | Indien     | 1        | 1        | 63       | 63,00    | 63       | 0        | 1        |
| Robin Uthappa   | Indien     | 1        | 1        | 35       | 35,00    | 35       | 0        | 0        |
| Yuvraj Singh    | Indien     | 1        | 1        | 31       |          | 31*      | 0        | 0        |
| Michael Clarke  | Australien | 1        | 1        | 25       |          | 25*      | 0        | 0        |
| Bowling         |            |          |          |          |          |          |          |          |
| Spieler         | Mannschaft | Spiele   | Overs    | Wickets  | Average  | BBI      | 5W       | 10W      |
| Irfan Pathan    | Indien     | 1        | 4        | 2        | 17,00    | 2/34     | 0        | 0        |
| Michael Clarke  | Australien | 1        | 2        | 1        | 14,00    | 1/14     | 0        | 0        |
| Harbhajan Singh | Indien     | 1        | 4        | 1        | 17,00    | 1/17     | 0        | 0        |
| Ben Hilfenhaus  | Australien | 1        | 4        | 1        | 28,00    | 1/28     | 0        | 0        |
| Brett Lee       | Australien | 1        | 3.1      | 1        | 35,00    | 1/35     | 0        | 0        |
| RP Singh        | Indien     | 1        | 4        | 1        | 39,00    | 1/39     | 0        | 0        |

## Player of the Series
Als Player of the Series wurden die folgenden Spieler ausgezeichnet.
| Serie | Player of the Series |
| ----- | -------------------- |
| ODI   | Andrew Symonds       |

### Player of the Match
Als Player of the Match wurden die folgenden Spieler ausgezeichnet.
| Spiel  | Player of the Match |
| ------ | ------------------- |
| 2. ODI | Brad Haddin         |
| 3. ODI | Andrew Symonds      |
| 4. ODI | MS Dhoni            |
| 5. ODI | Mitchell Johnson    |
| 6. ODI | Andrew Symonds      |
| 7. ODI | Murali Kartik       |
| 1. T20 | Gautam Gambhir      |